# Langpo
Der Langpo (auch Lang-lo) ist ein Berg im Himalaya an der Grenze zwischen Nepal und Sikkim in Indien.
Der im äußersten Norden des Kangchendzönga Himal gelegene Langpo hat eine Höhe von 6965 m. Er befindet sich 17,5 km nördlich des Achttausenders Kangchendzönga. Westnordwestlich des Langpo liegt der 6164 m hohe Pass Jongsang La, der den Übergang vom Kangchendzönga Himal zum Janak Himal markiert. Nach Süden hin verläuft die Bergkette zum 4,27 km südwestlich gelegenen Pathibara (7123 m). Nach Osten führt ein Bergkamm zum 6084 m hohen Fluted Peak. An der Nordflanke des Langpo strömt der Jongsanggletscher, an der Ostflanke der Langpogletscher und an der Südwestseite der Westliche Langpogletscher.

## Langpo Süd
Der Langpo-Südgipfel (6857 m ⊙) befindet sich 1,6 km vom Hauptgipfel entfernt auf dem Berggrat, der zur Sphinx und weiter zur Pathibara (Pyramid Peak) führt. Eine knapp 6700 m hohe Scharte trennt die beiden Gipfel.

## Langchung Kang
Der Langchung Kang (6803 m ⊙), nach anderen Quellen 6786 m hoch, bildet einen 1,79 km westnordwestlich gelegenen Nebengipfel des Langpo. Eine knapp 6500 m hohe Scharte trennt die beiden Gipfel. Nach Nordwesten führt der Berggrat weiter zum 6164 m hohen Gebirgspass Jongsang La.

## Langpo West
Der vollständig in Nepal gelegene Langpo-Westgipfel (6670 m ⊙) ist über einen Berggrat mit dem 1,28 km nordöstlich gelegenen Langchung Kang verbunden.

## Besteigungsgeschichte
Der Langpo wurde im Jahr 1909 von dem schottischen Alpinisten Alexander Mitchell Kellas in Begleitung von Sherpas erstbestiegen.